# Peyregoux
Peyregoux est une commune française située dans le département du Tarn, en région Occitanie. Sur le plan historique et culturel, la commune est dans le Castrais, un territoire essentiellement agricole, entre la rive droite de l'Agout au sud et son affluent, le Dadou, au nord.
Exposée à un climat océanique altéré, elle est drainée par le ruisseau de Bagas, le ruisseau de Poulobre, le ruisseau de Saborgues et par un autre cours d'eau.
Peyregoux est une commune rurale qui compte 84 habitants en 2022, après avoir connu un pic de population de 273 habitants en 1836.  Elle fait partie de l'aire d'attraction de Castres. Ses habitants sont appelés les Peyregousins ou  Peyregousines.

## Géographie

### Localisation

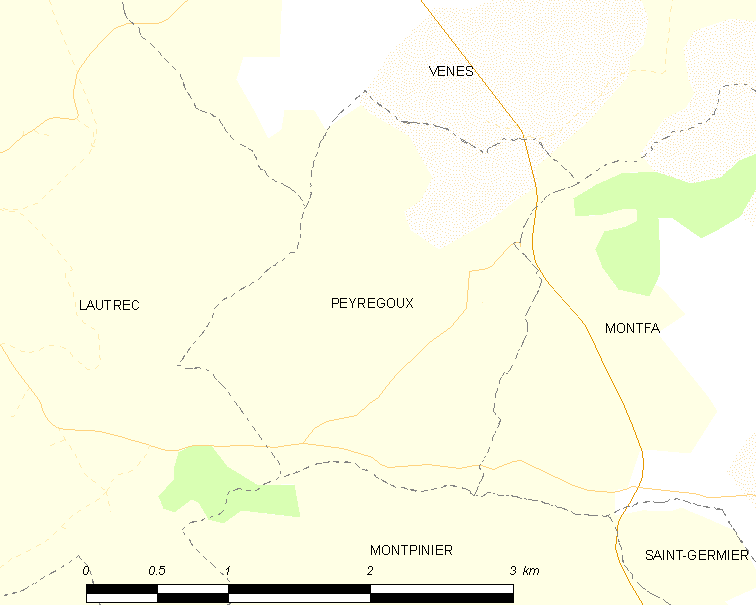
Carte de la commune de Peyregoux et des communes à proximité.

Peyregoux se situe dans l'aire urbaine de Castres, à 10 km au nord de Castres.

### Communes limitrophes
Peyregoux est limitrophe de quatre autres communes.
|         | Vénès      |        |
| Lautrec | Peyregoux  | Montfa |
|         | Montpinier |        |

### Voies de communication et transports
La ligne 703 du réseau régional liO assure la desserte de la commune, en la reliant à Albi et à Castres.

### Hydrographie
La commune est dans le bassin de la Garonne, au sein du bassin hydrographique Adour-Garonne. Elle est drainée par le ruisseau de Bagas, le ruisseau de Poulobre, le ruisseau de Saborgues et le ruisseau de Saborgues, qui constituent un réseau hydrographique de 5 km de longueur totale,.
Le ruisseau de Bagas, d'une longueur totale de 21,1 km, prend sa source dans la commune de Montfa et s'écoule du nord-est au sud-ouest. Il traverse la commune et se jette dans l'Agout à Puylaurens, après avoir traversé 7 communes.
Le ruisseau de Poulobre, d'une longueur totale de 10,1 km, prend sa source dans la commune de Montfa et s'écoule vers l'ouest puis se réoriente au sud-ouest. Il traverse la commune et se jette dans le ruisseau de Bagas à Jonquières, après avoir traversé 6 communes.

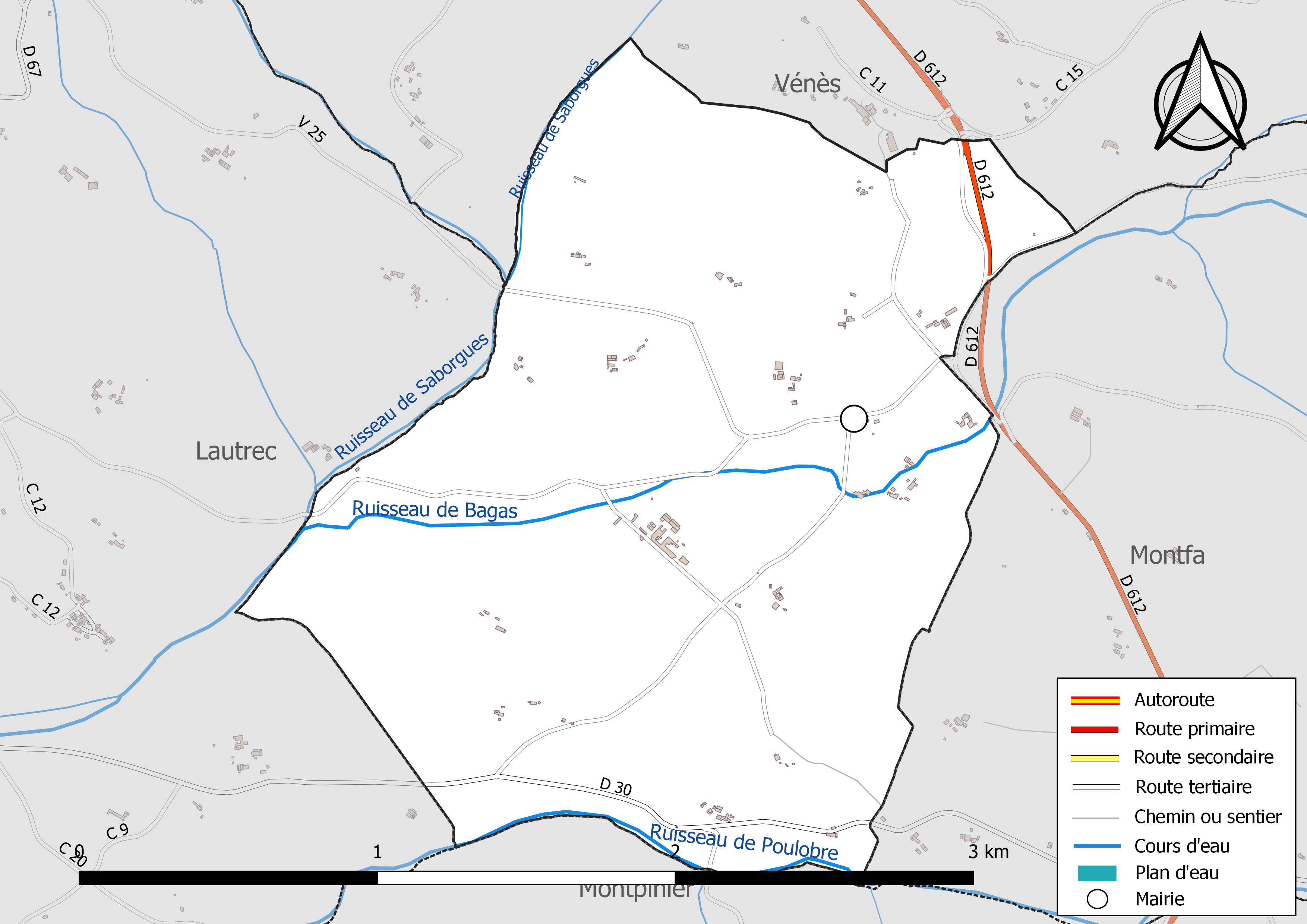
Réseaux hydrographique et routier de Peyregoux.

### Climat
Pour des articles plus généraux, voir Climat de l'Occitanie et Climat du Tarn.
En 2010, le climat de la commune est de type climat du Bassin du Sud-Ouest, selon une étude du Centre national de la recherche scientifique s'appuyant sur une série de données couvrant la période 1971-2000. En 2020, Météo-France publie une typologie des climats de la France métropolitaine dans laquelle la commune est exposée à un climat océanique altéré et est dans la région climatique Aquitaine, Gascogne, caractérisée par une pluviométrie abondante au printemps, modérée en automne, un faible ensoleillement au printemps, un été chaud (19,5 °C), des vents faibles, des brouillards fréquents en automne et en hiver et des orages fréquents en été (15 à 20 jours).
Pour la période 1971-2000, la température annuelle moyenne est de 12,8 °C, avec une amplitude thermique annuelle de 15,7 °C. Le cumul annuel moyen de précipitations est de 798 mm, avec 9,4 jours de précipitations en janvier et 5,5 jours en juillet. Pour la période 1991-2020, la température moyenne annuelle observée sur la station météorologique de Météo-France la plus proche, « Montredon-Labessonnié », sur la commune de Montredon-Labessonnié à 10 km à vol d'oiseau, est de 12,1 °C et le cumul annuel moyen de précipitations est de 1 133,8 mm. 
La température maximale relevée sur cette station est de 39,6 °C, atteinte le 21 juillet 1989 ; la température minimale est de −15,6 °C, atteinte le 12 janvier 1987,,.
Les paramètres climatiques de la commune ont été estimés pour le milieu du siècle (2041-2070) selon différents scénarios d'émission de gaz à effet de serre à partir des nouvelles projections climatiques de référence DRIAS-2020. Ils sont consultables sur un site dédié publié par Météo-France en novembre 2022.

### Milieux naturels et biodiversité
Aucun espace naturel présentant un intérêt patrimonial n'est recensé sur la commune dans l'inventaire national du patrimoine naturel,,.

## Urbanisme

### Typologie
Au 1er janvier 2024, Peyregoux est catégorisée commune rurale à habitat très dispersé, selon la nouvelle grille communale de densité à sept niveaux définie par l'Insee en 2022.
Elle est située hors unité urbaine. Par ailleurs la commune fait partie de l'aire d'attraction de Castres, dont elle est une commune de la couronne,. Cette aire, qui regroupe 55 communes, est catégorisée dans les aires de 50 000 à moins de 200 000 habitants,.

### Occupation des sols
L'occupation des sols de la commune, telle qu'elle ressort de la base de données européenne d’occupation biophysique des sols Corine Land Cover (CLC), est marquée par l'importance des territoires agricoles (100 % en 2018), une proportion identique à celle de 1990 (100 %). La répartition détaillée en 2018 est la suivante : 
terres arables (87 %), zones agricoles hétérogènes (13 %). L'évolution de l’occupation des sols de la commune et de ses infrastructures peut être observée sur les différentes représentations cartographiques du territoire : la carte de Cassini (XVIIIe siècle), la carte d'état-major (1820-1866) et les cartes ou photos aériennes de l'IGN pour la période actuelle (1950 à aujourd'hui).

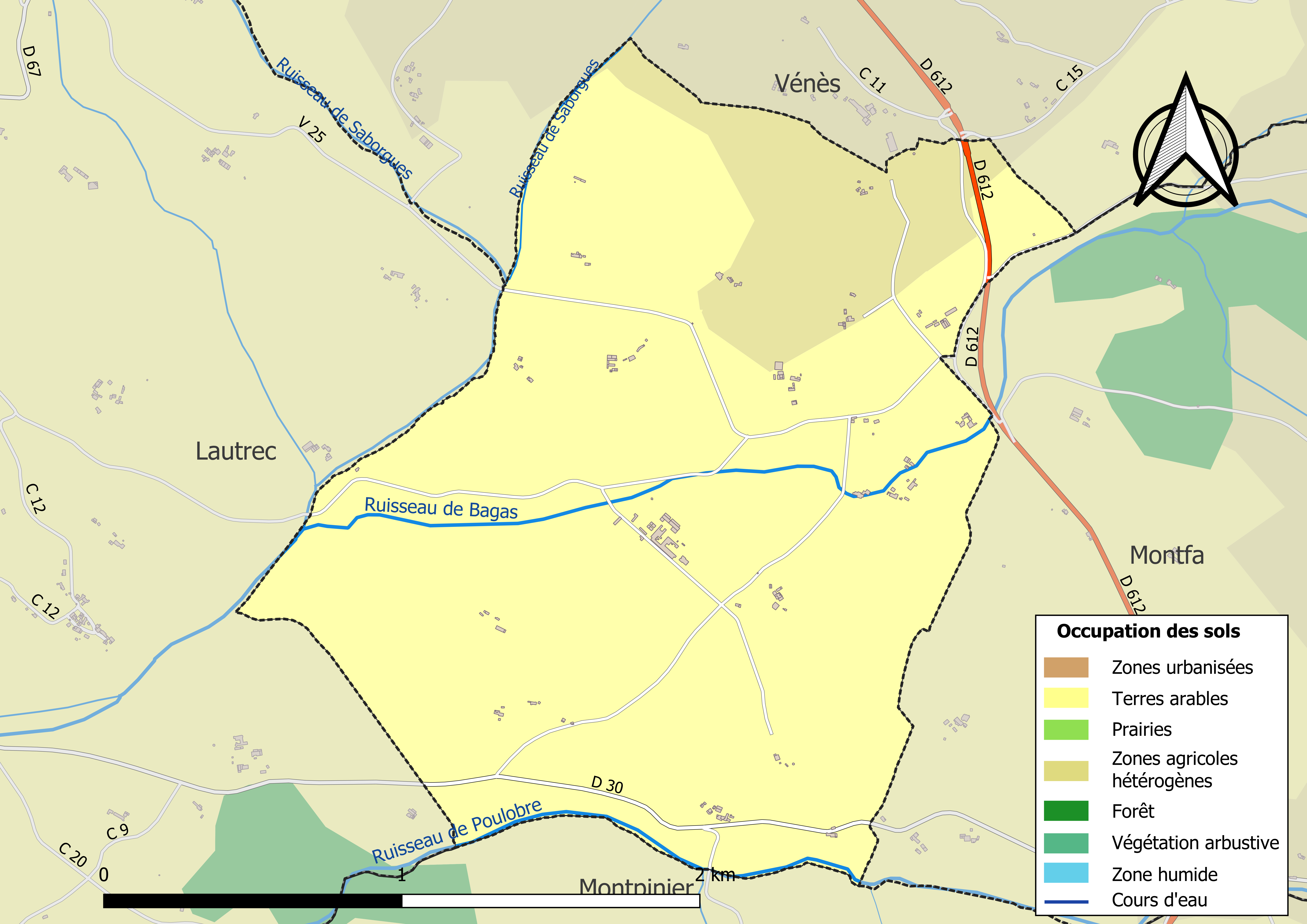
Carte des infrastructures et de l'occupation des sols de la commune en 2018 (CLC).

### Risques majeurs
Le territoire de la commune de Peyregoux est vulnérable à différents aléas naturels : météorologiques (tempête, orage, neige, grand froid, canicule ou sécheresse), inondations, mouvements de terrains et séisme (sismicité très faible). Il est également exposé à un risque technologique,  le transport de matières dangereuses. Un site publié par le BRGM permet d'évaluer simplement et rapidement les risques d'un bien localisé soit par son adresse soit par le numéro de sa parcelle.

#### Risques naturels
Certaines parties du territoire communal sont susceptibles d’être affectées par le risque d’inondation par débordement de cours d'eau, notamment le ruisseau de Bagas et le ruisseau de Poulobre. La cartographie des zones inondables en ex-Midi-Pyrénées réalisée dans le cadre du XIe Contrat de plan État-région, visant à informer les citoyens et les décideurs sur le risque d’inondation, est accessible sur le site de la DREAL Occitanie. La commune a été reconnue en état de catastrophe naturelle au titre des dommages causés par les inondations et coulées de boue survenues en 1982 et 2020,.
Peyregoux est exposée au risque de feu de forêt. En 2022, il n'existe pas de Plan de Prévention des Risques incendie de forêt (PPRif). Le débroussaillement aux abords des maisons constitue l’une des meilleures protections pour les particuliers contre le feu,.

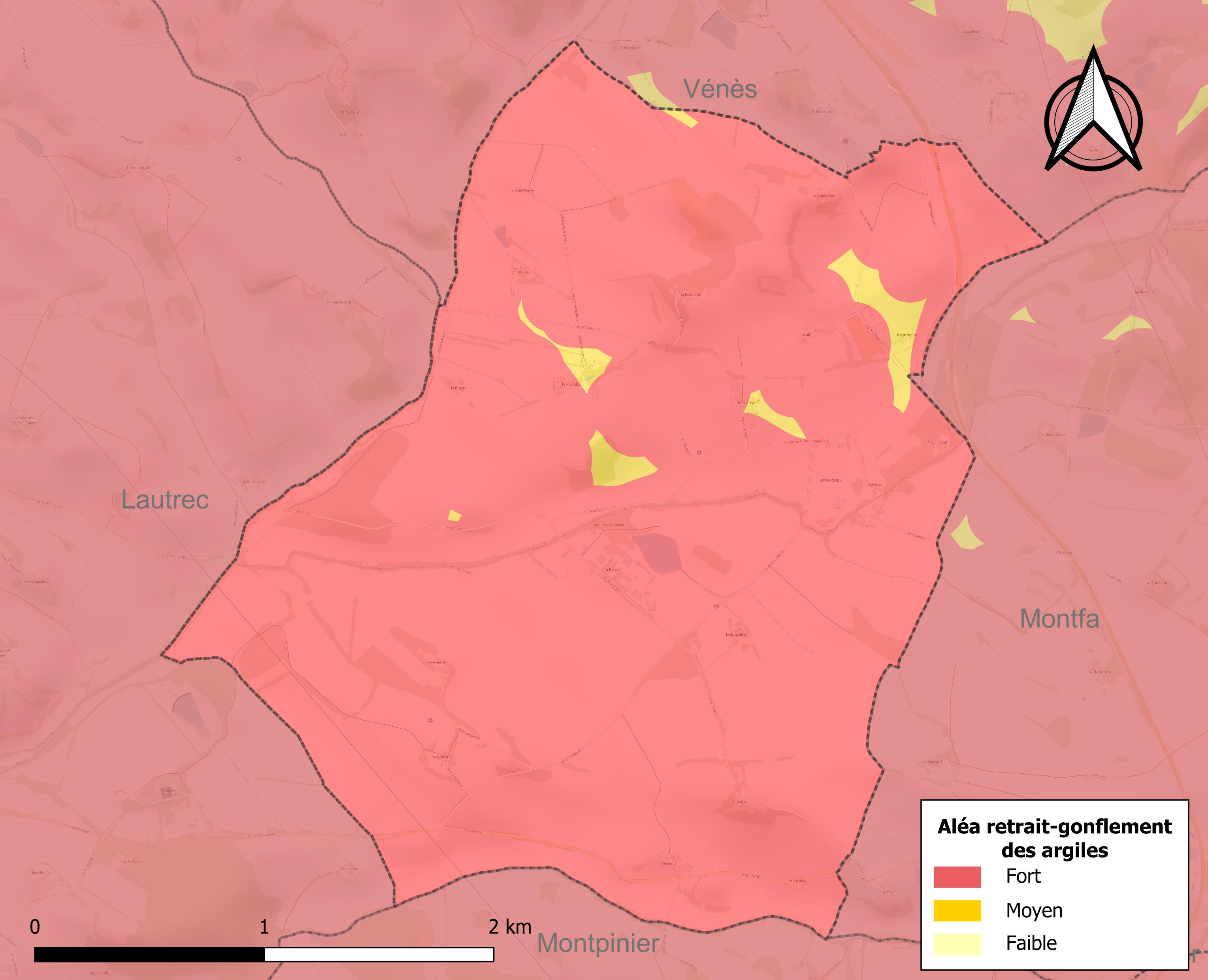
Carte des zones d'aléa retrait-gonflement des sols argileux de Peyregoux.

La commune est vulnérable au risque de mouvements de terrains constitué principalement du retrait-gonflement des sols argileux. Cet aléa est susceptible d'engendrer des dommages importants aux bâtiments en cas d’alternance de périodes de sécheresse et de pluie. La totalité de la commune est en aléa moyen ou fort (76,3 % au niveau départemental et 48,5 % au niveau national). Sur les 43 bâtiments dénombrés sur la commune en 2019, 43 sont en aléa moyen ou fort, soit 100 %, à comparer aux 90 % au niveau départemental et 54 % au niveau national. Une cartographie de l'exposition du territoire national au retrait gonflement des sols argileux est disponible sur le site du BRGM,.
Par ailleurs, afin de mieux appréhender le risque d’affaissement de terrain, l'inventaire national des cavités souterraines permet de localiser celles situées sur la commune.

#### Risques technologiques
Le risque de transport de matières dangereuses sur la commune est lié à sa traversée par des infrastructures routières ou ferroviaires importantes ou la présence d'une canalisation de transport d'hydrocarbures. Un accident se produisant sur de telles infrastructures est susceptible d’avoir des effets graves sur les biens, les personnes ou l'environnement, selon la nature du matériau transporté. Des dispositions d’urbanisme peuvent être préconisées en conséquence.

## Histoire

### Héraldique
| Peyregoux | Son blasonnement est : D'azur à la tierce d'or. |

## Politique et administration
| Période                                  | Période | Identité         | Étiquette | Qualité |
| ---------------------------------------- | ------- | ---------------- | --------- | ------- |
| mars 2008                                |         | Christian Mazars |           |         |
| mars 2001                                | 2008    | Yves Caussié     |           |         |
| Les données manquantes sont à compléter. |         |                  |           |         |

## Démographie
| 1793 | 1800 | 1806 | 1821 | 1831 | 1836 | 1841 | 1846 | 1851 |
| ---- | ---- | ---- | ---- | ---- | ---- | ---- | ---- | ---- |
| 234  | 237  | 222  | 230  | 261  | 273  | 249  | 238  | 230  |

| 1856 | 1861 | 1866 | 1872 | 1876 | 1881 | 1886 | 1891 | 1896 |
| ---- | ---- | ---- | ---- | ---- | ---- | ---- | ---- | ---- |
| 231  | 214  | 220  | 221  | 219  | 216  | 232  | 184  | 203  |

| 1901 | 1906 | 1911 | 1921 | 1926 | 1931 | 1936 | 1946 | 1954 |
| ---- | ---- | ---- | ---- | ---- | ---- | ---- | ---- | ---- |
| 189  | 138  | 152  | 127  | 124  | 110  | 117  | 108  | 124  |

| 1962 | 1968 | 1975 | 1982 | 1990 | 1999 | 2006 | 2008 | 2013 |
| ---- | ---- | ---- | ---- | ---- | ---- | ---- | ---- | ---- |
| 97   | 91   | 90   | 87   | 73   | 81   | 93   | 92   | 88   |

| 2018 | 2022 | - | - | - | - | - | - | - |
| ---- | ---- | - | - | - | - | - | - | - |
| 79   | 84   | - | - | - | - | - | - | - |

C'est la commune du Tarn avec le plus fort taux de population comptée à part en 2006 selon l'Insee, avec 26,2 % (33 personnes pour une population totale de 126 habitants). Ce taux est dû à la maison familiale rurale située au lieu-dit la Roque (MFR de Peyregoux).

## Économie

### Emploi
|                | 2008  | 2013   | 2018 |
| -------------- | ----- | ------ | ---- |
| Commune        | 4,4 % | 11,3 % | 10 % |
| Département    | 8,2 % | 9,9 %  | 10 % |
| France entière | 8,3 % | 10 %   | 10 % |

En 2018, la population âgée de 15 à 64 ans s'élève à 50 personnes, parmi lesquelles on compte 74 % d'actifs (64 % ayant un emploi et 10 % de chômeurs) et 26 % d'inactifs,. En  2018, le taux de chômage communal (au sens du recensement) des 15-64 ans est supérieur à celui du département et de la France, alors qu'en 2008 la situation était inverse.
La commune fait partie de la couronne de l'aire d'attraction de Castres, du fait qu'au moins 15 % des actifs travaillent dans le pôle,. Elle compte 30 emplois en 2018, contre 40 en 2013 et 49 en 2008. Le nombre d'actifs ayant un emploi résidant dans la commune est de 32, soit un indicateur de concentration d'emploi de 92,7 % et un taux d'activité parmi les 15 ans ou plus de 53,6 %.
Sur ces 32 actifs de 15 ans ou plus ayant un emploi, 5 travaillent dans la commune, soit 16 % des habitants. Pour se rendre au travail, 87,5 % des habitants utilisent un véhicule personnel ou de fonction à quatre roues, 3,1 % les transports en commun, 6,2 % s'y rendent en deux-roues, à vélo ou à pied et 3,1 % n'ont pas besoin de transport (travail au domicile).

### Activités hors agriculture
4 établissements sont implantés  à Peyregoux au 31 décembre 2019.
Le secteur des activités spécialisées, scientifiques et techniques et des activités de services administratifs et de soutien est prépondérant sur la commune puisqu'il représente 25 % du nombre total d'établissements de la commune (1 sur les 4 entreprises implantées  à Peyregoux), contre 13,8 % au niveau départemental.

### Agriculture
|               | 1988 | 2000 | 2010 | 2020 |
| ------------- | ---- | ---- | ---- | ---- |
| Exploitations | 8    | 5    | 6    | 3    |
| SAU (ha)      | 267  | 231  | 238  | 183  |

La commune est dans la « plaine de l'Albigeois et du Castrais », une petite région agricole occupant le centre du département du Tarn. En 2020, l'orientation technico-économique de l'agriculture  sur la commune est la culture de céréales et/ou d'oléoprotéagineuses. Trois exploitations agricoles ayant leur siège dans la commune sont dénombrées lors du recensement agricole de 2020 (huit en 1988). La superficie agricole utilisée est de 183 ha,,.

## Culture locale et patrimoine

### Lieux et monuments

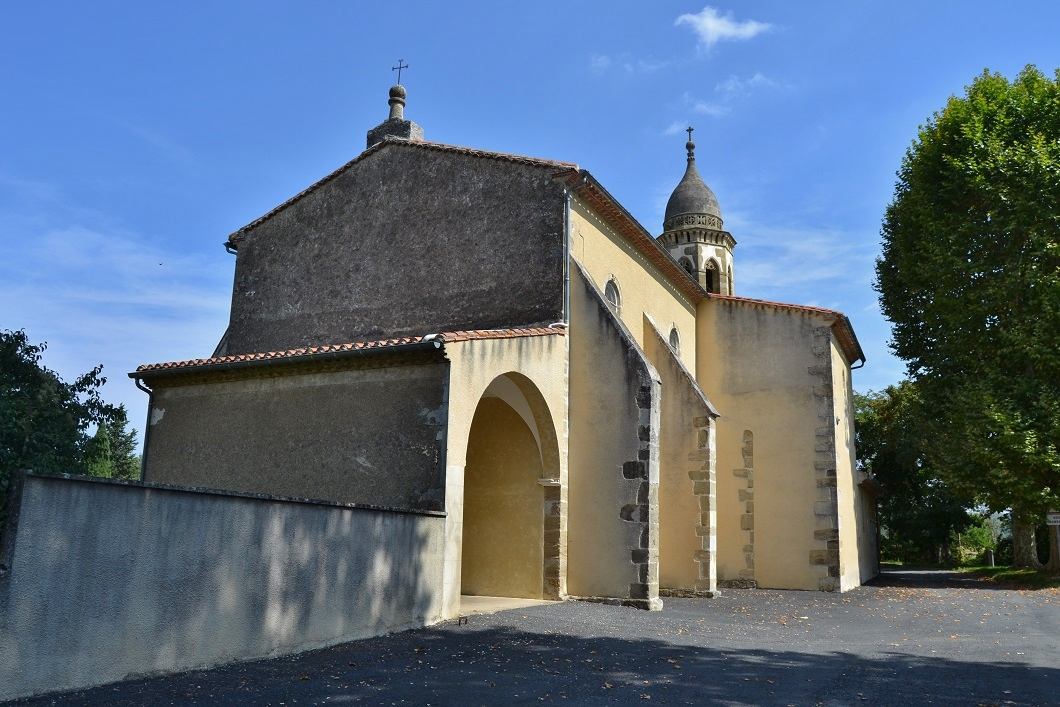
L'église Saint-Pierre de Peyregoux.

- Église Saint-Pierre de Peyregoux. L'édifice a été inscrit au titre des monuments historiques en 2008[36]. Plusieurs objets sont référencés dans la base Palissy (voir les notices liées)[36].
- Motte de Borios Blancos au lieu-dit la Feraudié. À 200 m de la motte se situerait un souterrain[37].